# Who Knows Where the Time Goes (Judy Collins)
Who Knows Where the Time Goes è un album in studio della cantante statunitense Judy Collins, pubblicato nel 1968.

## Tracce
1. Hello, Hooray (Rolf Kempf) – 4:07
2. Story of Isaac (Leonard Cohen) – 3:30
3. My Father (Judy Collins) – 4:55
4. Someday Soon (Ian Tyson) – 3:43
5. Who Knows Where the Time Goes (Sandy Denny) – 4:20
6. I Pity the Poor Immigrant (Bob Dylan) – 4:04
7. First Boy I Loved (Robin Williamson) – 7:29
8. Bird on the Wire (Leonard Cohen) – 4:37
9. Pretty Polly (Traditional) – 5:47